# Vehicle a vela

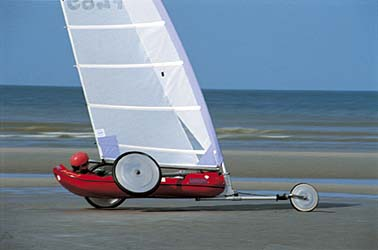
Un Kart de vela de la classe 5

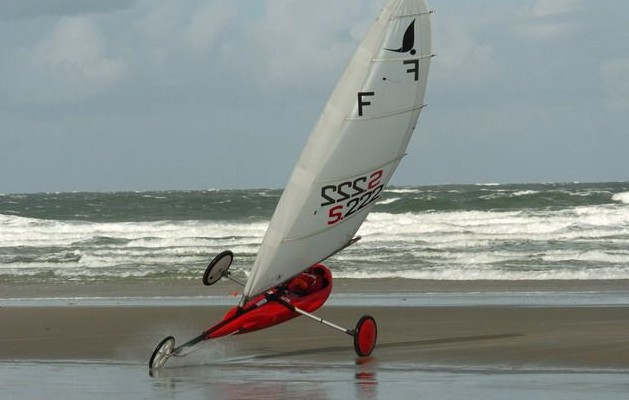
A Classe Standart Kart de vela

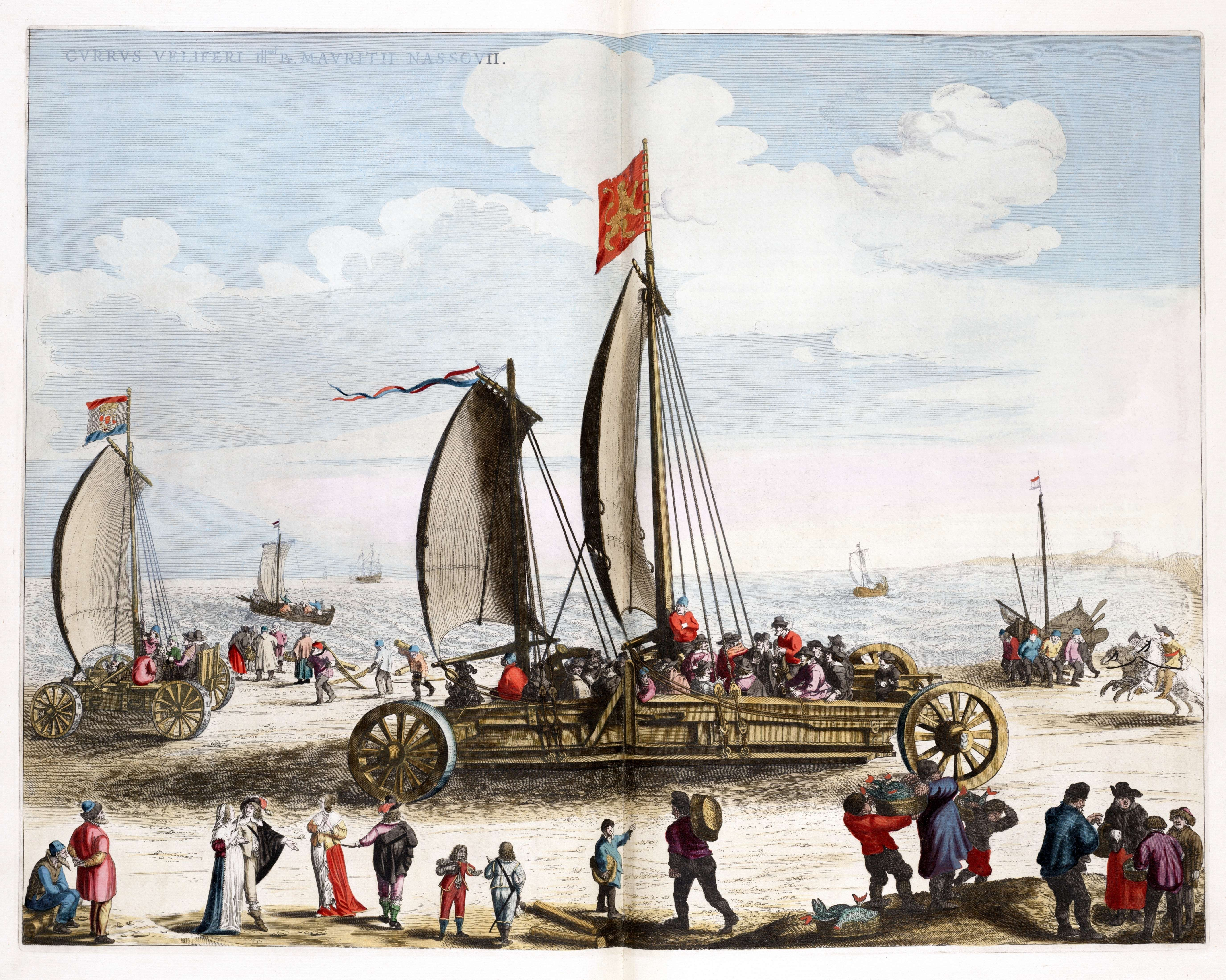
Dos vaixells dissenyats al per Simon Stevin de Prince Maurice a la platja Scheveningen.

Un vehicle a vela (antigament carro a vela) és un vehicle amb rodes, impulsat només pel vent mitjançant vela i controlat per un pilot. Es practica habitualment en platges durant la marea baixa, llacs secs o salats, havent-se estès la seva pràctica pels cinc continents.
A Escandinàvia, Països Bàltics, Centre Europa i Canadà es practica vés-la sobre gel a l'hivern en vehicles similars, però amb patins en lloc de rodes.

## Característiques
La característica essencial dels carros a vela es pot anar al doble, triple o quàdruple de la velocitat del vent real, per exemple, amb un vent de 10 km/h es poden aconseguir (en funció del carro a vela) fins a uns 40 km/h., això és a causa que a la velocitat del vent real se li suma progressivament la velocitat del propi carro-vela, i dona com a resultat el vent aparent.
El rècord absolut de vela en terra és de 202,9 km/h aconseguit pel pilot i enginyer Richard Jenkins en el llac sec d'Ivanpah, Califòrnia l'any 2009 a bord del "Greenbird".

## Classes reconegudes per FISLY
- Classe 2
- Classe 3
- Classe 4 o mini yacht (a Espanya classe 5.60)
- Classe Standard
- Classe 5 Sport
- Classe 5 Promo
- Classe 7 Speedsail
- Classe 8 Kite-buggy

## Llicències
- Llicència bàsica: Certificat per conduir sense monitor a una platja autoritzada.
- Llicència de pilot A: Certificat per participar en carreres amb mini-cat o burdie.
- Llicència internacional B: El certificat A se converteix automàticament en B després de 2 anys d'experiència en la competència internacional (amb la participació d'almenys 1 EK).
- Llicència de pilot C: Permet conduir amb classe 2 i 3 (només).
- Instructor: Certificat que permet ensenyar i conduir.
- Director de Carrera D: Certificat de director de carrera d'una carrera de carros a vela.
- Director Carrera Internacional I: Formula Internacional de Certificació D.

## Història
Els primers carros a vela daten de l'any 2000 aC en el marc de l'Egipte pel rei Amenemhat III.
Els xinesos tenien "vehicles impulsats pel vent" des del segle vi dC, durant la Dinastia Liang, «(...) i finalment, van muntar un pal amb una vela en un gran carro (...)».
Els germans Dumont, van construir uns carros de vela a la fi del segle xix com a joc d'esbarjo a les platges de De Panne en (Bèlgica) i al nord de França. Va haver-hi un desenvolupament a continuació, cap a un model esportiu.
Un dels primers vehicles moderns el va fer al segle xvi el matemàtic flamenc Simon Stevin.